# Ser Baixo Miño
Ser Baixo Miño es una emisora de radio comarcal de la  provincia de Pontevedra, concretamente emitiendo para el Bajo Miño.
Inició sus emisiones el 13 de junio de 2014.
Su vocación es dar un servicio cercano a todos los ciudadanos de la zona que los escuchen.
En la actualidad, la emisora emite varios magazines locales como el Hoy por hoy Baixo Miño y cuenta con instalaciones en la Calle Calvo Sotelo de Tuy.

## Historia.
Ser Baixo Miño comenzó sus emisiones en junio de 2014 haciendo uso de una licencia otorgada a Radio Vigo Grupo de Comunicación en el concurso público por el que se otorgan licencias de emisión radiofónica en  FM a medios de titularidad privada en la comunidad autónoma de Galicia que se resolvía el 01 de agosto de 2013.
A excepción de la XI edición del Rally Sur do Condado, esta emisora ha emitido, hasta septiembre de 2014 en su totalidad la programación de Radio Vigo Cadena Ser.
A partir de ese mes, la emisora ha puesto en funcionamiento instalaciones propias en Tuy (Galerías Caracas en la Calle Calvo Sotelo), web propia y magazines locales.

## Localización.
Los estudios de la emisora están situados en las Galerías Caracas de la Calle Calvo Sotelo.